# Alfredo Catalani
Alfredo Catalani (Lucca, 19 de junio de 1854 - Milán, 7 de agosto de 1893) fue un compositor de ópera italiano. 

## Biografía
Estudió con François Bazin en París y Antonio Bazzini en Milán, quien lo condujo a Giovannina Lucca, quien publicó su primera ópera, Elda (1876, revisada como Loreley en 1890), además de Dejanice (1883) y Edmea (1886). 
La unión comercial de Lucca con Ricordi en 1888 colocó a Catalani en una posición subordinada a Verdi y Puccini, sin embargo, su siguiente ópera, La Wally (1892), basada en un cuento folclórico del romanticismo alemán, fue producida con éxito en La Scala. La prematura muerte de Catalani contribuyó a que su trabajo, con su romanticismo y predilecciones wagnerianas, fuera pronto eclipsado por la cruda intensidad del verismo.
Murió de tuberculosis a los 39 años, Arturo Toscanini nombró a dos de sus hijos con los nombres de los personajes de su ópera, Wally y Walter.

## Óperas
- La falce, Milan 19 de julio de 1875
- Elda, Turín, 31 de enero de 1880, revisada como Loreley, Turín, 16 de febrero de 1890
- Dejanice, Milán, 17 de marzo de 1883
- Edmea, Milán, 27 de febrero de 1886
- La Wally, Milán, 20 de enero de 1892